# Barbula saxicola
Barbula saxicola är en bladmossart som beskrevs av Lamy de la Chapelle 1875. Barbula saxicola ingår i släktet neonmossor, och familjen Pottiaceae. Inga underarter finns listade i Catalogue of Life.